# Интерактивность
Интерактивность (от англ. interaction — «взаимодействие») — понятие, которое раскрывает характер и степень взаимодействия между объектами или субъектами. Используется в областях: теория информации, информатика и программирование, системы телекоммуникаций, социология, дизайн, в частности проектирование взаимодействия, и других.
В настоящее время среди специалистов перечисленных областей отсутствует конкретное устоявшееся определение значения этого термина.
Тем не менее этот термин, обобщенно, можно определить так:
Интерактивность — это принцип организации системы, при которой цель достигается информационным обменом элементов этой системы.
Элементами интерактивности являются все элементы взаимодействующей системы, при помощи которых происходит взаимодействие с другой системой/человеком (пользователем).

## Степень взаимодействия
Природа взаимодействия состоит в отражении экстраверсных трансляций реакции (информационного отклика интернально структурной инерции) контрагента на системно-детерминированные вызовы (экстремизм, агрессия, интервенция) агентов среды, воспринимаемой в свою очередь сообщениями соответствующих свойств.
Сущности взаимодействуют путём передачи какой-либо информации.
С точки зрения степени взаимодействия под интерактивностью можно рассматривать следующие случаи (уровни):
- линейное взаимодействие (1:), или отсутствие интерактивности, когда посылаемое сообщение не связано с предыдущими сообщениями;
- реактивное взаимодействие (1:1), когда сообщение связано только с одним немедленно предыдущим сообщением;
- множественное или диалоговое взаимодействие (1:m), когда сообщение связано с множеством предыдущих сообщений и с отношениями между ними.

Иногда интерактивность в данной серии коммуникационного взаимодействия определяется как выражение степени, в которой третье по порядку (или позднее) сообщение, связано с уровнем взаимодействия предыдущего информационного обмена (сообщений) с ещё более ранними обменами (сообщениями).
Интерактивность аналогична степени отклика, и исследуется как процесс коммуникации, в котором каждое сообщение связано с предыдущими сообщениями, и с отношением этих сообщений к сообщениям, предшествующим им.

## В информационных системах
Интерактивность — это способность информационно-коммуникационной системы активно и адекватно реагировать на действия пользователя. Такое свойство считается признаком того, что система «умная», то есть обладает каким-то интеллектом.
В данном смысле, возможность позвонить или отправить SMS в какую-либо телевизионную программу во время эфира ещё не есть интерактивность. Хотя, если вся информация, полученная от телезрителей или пользователей, будет определенным образом обрабатываться, освещаться в эфире в текущем времени (или с небольшой задержкой), и на её основе будут вырабатываться конкретные решения (из достаточно большого множества имеющихся), то эту систему можно будет назвать интерактивной (в общем — квазиинтерактивной).
Модели человеко-машинного взаимодействия (HCI) обычно имеют дело с тремя элементами: людьми, машинами и интерактивностью, представляемым в виде циклически происходящего взаимодействия между ними (ввод-вывод), тем не менее природа интерактивности в данный момент изучается.
В Интернете одним из участников взаимодействия является, безусловно, человек.
Для того же, чтобы говорить о другом субъекте, следует выделить цели, преследуемые человеком в Интернете:
- получение информации;
- общение с другими людьми.

Взаимодействие может осуществляться с:
- ресурсом Интернета;
- другим человеком, с которым данный пользователь осуществляет общение посредством служб Интернета (электронная почта, ICQ, web-форум и пр.).

## В системах программирования
В традиционных системах программирования интерактивность принципиально ограничена этапом трансляции, который отделяет внесение изменений от их тестирования.
В интерактивных системах отдельного этапа трансляции нет; приложение состоит из одних и тех же объектов и во время разработки, и во время исполнения. Мало того, отсутствие разбиения на инструментальную и исполнительную среды позволяет использовать одни и те же средства и во время разработки, и во время исполнения, поэтому можно изменять работающее приложение и немедленно видеть результат этого изменения.
Интерактивная анимация реализуется только с помощью программирования.
Уровень интерактивности — комплексное понятие, включающее в себя «сложность» модели, количество физических параметров, заложенных в модель, количество вариантов сборки модели, и т. д.
По уровню интерактивности можно привести несколько примеров анимации.
Простейший пример: проигрывание анимации по нажатию на «горячую» зону — принцип, часто используемый в детских образовательных играх и учебниках.
Физическая модель объекта — наиболее сложный вид анимации, при котором система позволяет пользователю изменять те или иные параметры. При этом меняется поведение системы.
Само понятие интерактивной анимации используется очень часто для обозначения совершенно различных вещей.
Рассмотрим обычную компьютерную анимацию. Трехмерная анимация сейчас является пригодным инструментом для предоставления различной информации. На протяжении последних 20 лет создано множество различных инструментов для создания анимации. Большинство из них придерживается следующих правил:
- Аниматор определяет позиции объектов в виртуальном мире в конкретные промежутки времени.
- Соответствующее ПО рассчитывает промежуточные положения.

## В рекламе
Интерактивность сейчас широко используется в рекламной деятельности
В США разработана реклама с возможностью интерактивного взаимодействия — технология Just Touch, на основе Touch screen-а — специальный сенсорный пульт имеет возможность реагировать на движение рук и прикосновение к экрану при выборе нужного товара (у вас сохраняется возможность найти конкретные модели или бренды, но при этом вы можете просмотреть и все похожие товары). Также для создания интерактивной рекламы сегодня широко используются беспроводные и M2M технологии. С их помощью можно не только удаленно контролировать рекламные источники, но и заранее задавать различные настройки, по которым тот или иной рекламный контент будет отображаться в определенные дни, часы или даже при определенных погодных условиях.